# 華強北

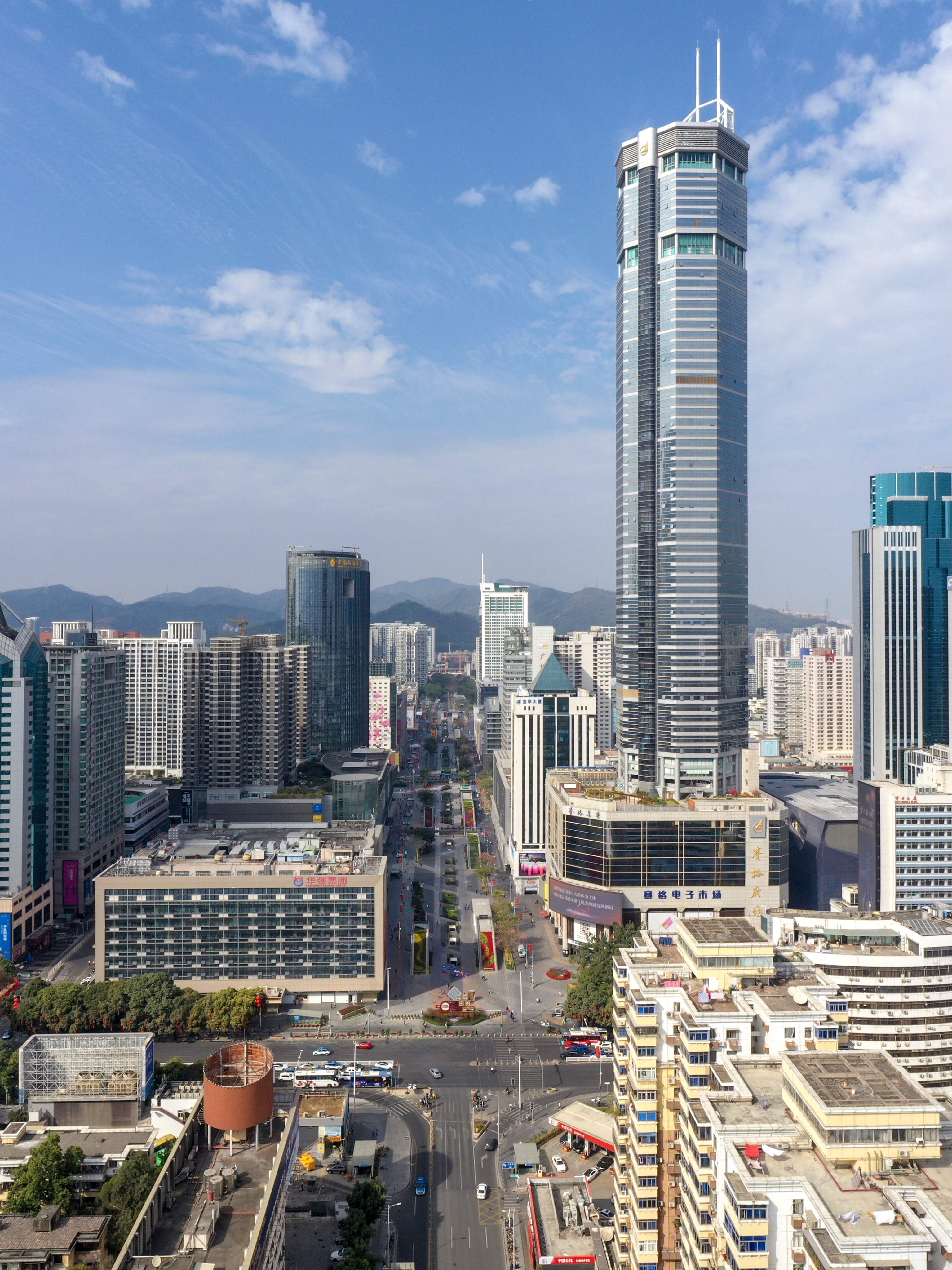
華強北

華強北（フアチャンベイ）は、中華人民共和国深圳市福田区に位置する中国国内でも主要な電気街で、「中国電子第一街」とも呼ばれる。中国改革開放後の30年間の中で、何度も「1メートルのカウンターから億万長者が生まれる」という伝説を生み出してきた。また、この商業区には多くの模倣や偽物の電子製品の小売業者がいることで知られている。

## 概要
深圳の経済特区内にあり、日本の秋葉原を模したとされるが、現在は秋葉原の30倍ほどの規模で1万店を超える数多くの電子関連の店舗が軒を連ねる世界有数の電気街を形成している。世界中から集まるバイヤーで賑わう。24時間営業の店舗も多数ある。最寄り駅は華強北駅で深圳地下鉄2号線（蛇口線）と7号線（西麗線）が乗り入れる。

## 経緯
1990年代に深圳の産業グループである賽格電子集団（Shenzhen Electric Group：SEG）が東京の秋葉原を視察して1ｍ売り場と称される間口の小さい店が多数並ぶ構造の「賽格広場（SEG Plaza）」を作ったのが始まりとされる。

## 深圳の華強北の違法経営取締り運動と変化
深圳市政府はこれまで、華強北地域において違法経営に対する集中的な取り締まりを実施してきた。この高圧的な取り締まりの結果、華強北商業圏では「閉店、統合、転店」の波が押し寄せ、それまであらゆる違法な手段で営業を行ってきた多くの店が閉業に追い込まれ、この期間だけで華強北の携帯電話市場ではおよそ3575店が閉店したとされる。また一方でこの頃、中国国内外の有名メーカーが次々と華強北に進出していき、過去の取り締まりを活かし、新たな道を歩み始めた。現在では、Apple、Huawei、Xiaomi、DJIなどの多くの企業が華強北に店舗を構えるようになってきている。

## 交通機関
- 華強北駅

## ギャラリー

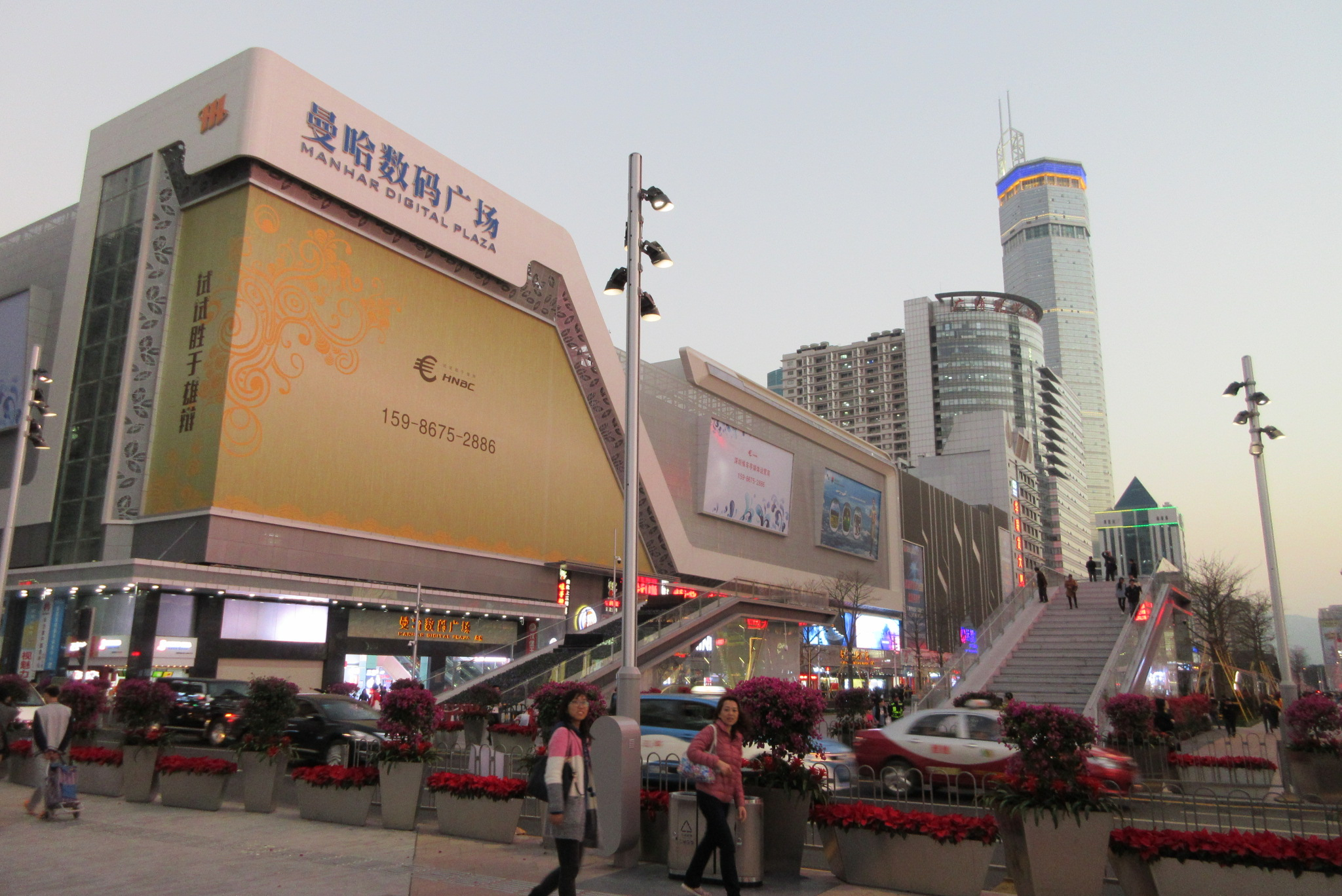
デジタルプラザ
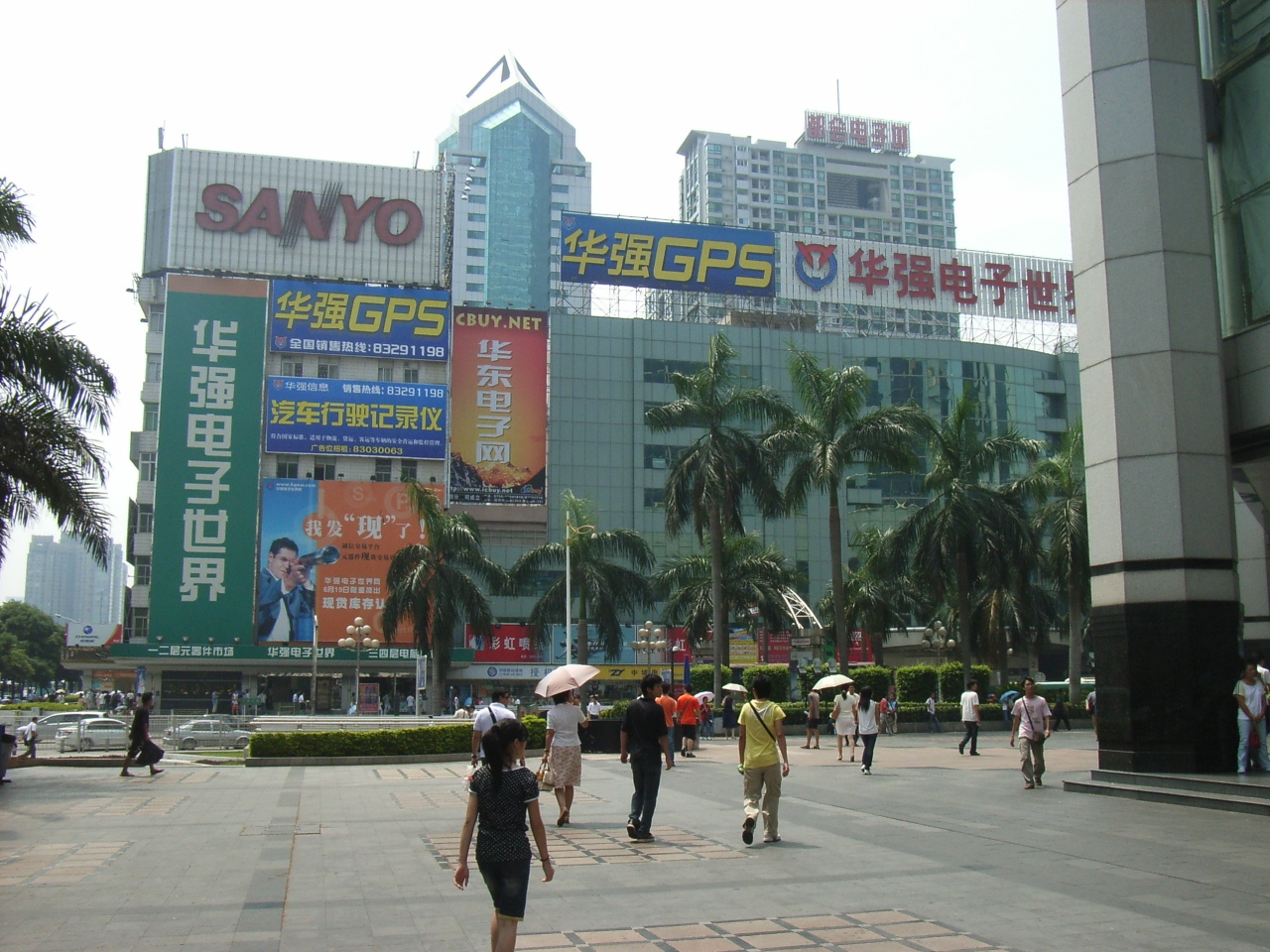
華強電子世界
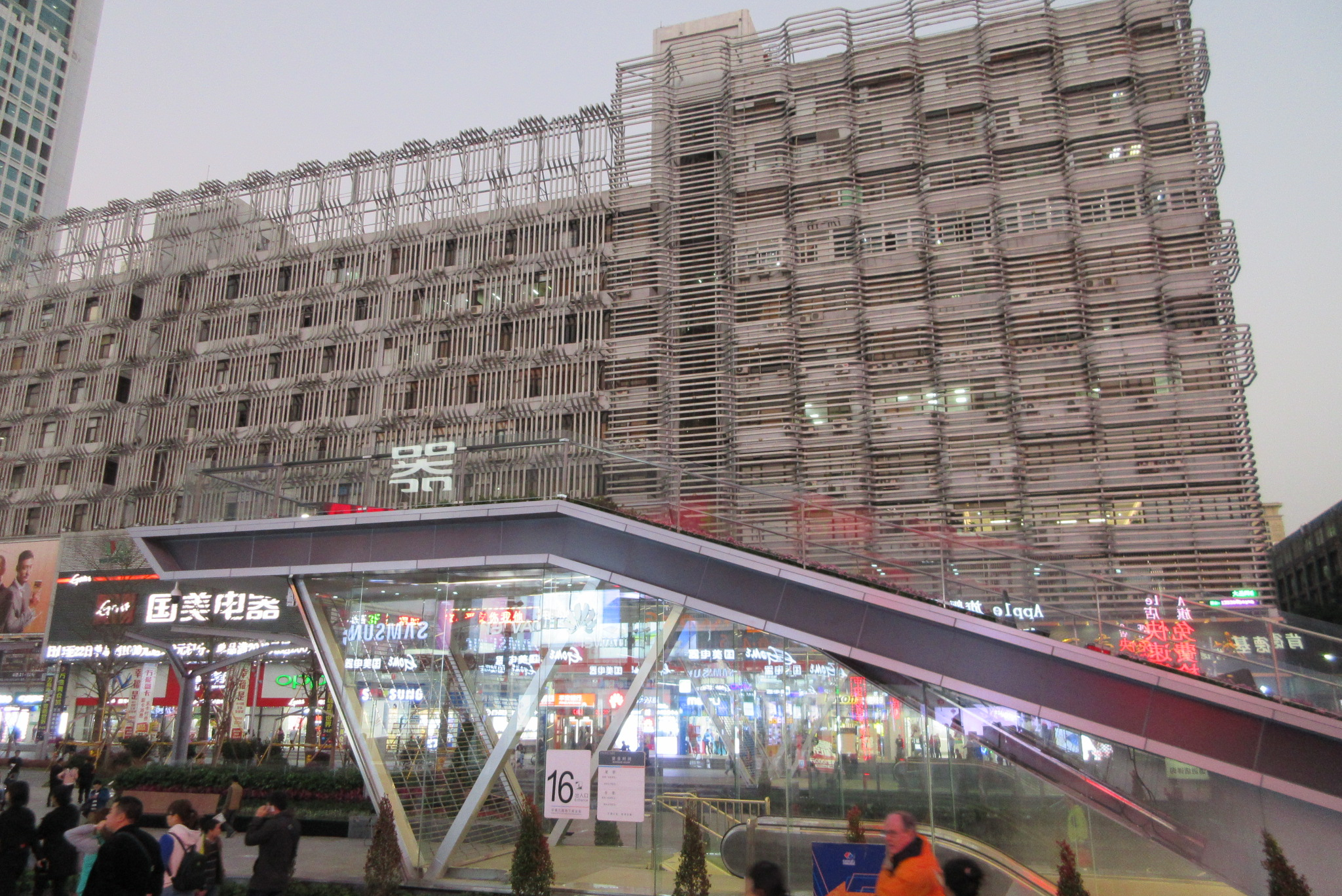
振興路電脳街
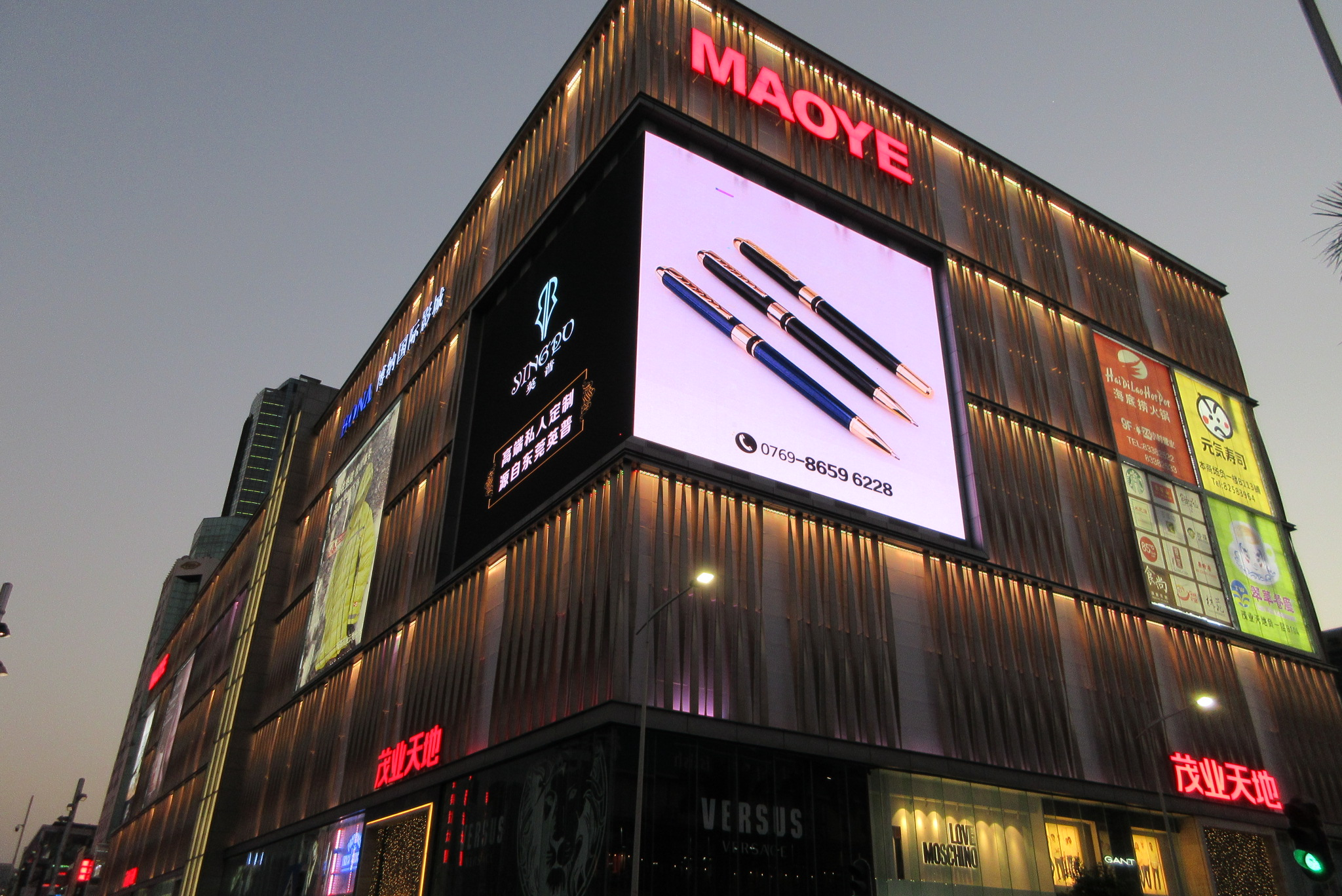
茂業廣場